# Arado Ar 231
Arado Ar 231 byl palubní průzkumný plovákový letoun určený k operačním letům z palub německých ponorek. Jednalo se jednomístný jednomotorový hornoplošník se dvěma plováky a s křídlem, které bylo s trupem spojeno vzpěrami. Baldachýn byl uložen šikmo, což dovolovalo skládat křídlo dozadu tak, že bylo nad sebou. Po složení se letoun vešel do válcové schránky o průměru 2,25 m. Složení a rozložení trvalo 6 minut.

## Vývoj
V rámci zbrojního programu německého námořnictva  měly být vyráběny ponorky typu XI, které měly být vybaveny palubními průzkumnými letouny. Vrchní velitelství námořnictva se 25. února 1938 písemně obrátilo na generální štáb Luftwaffe s objednávkou na průzkumný letoun, který by byl schopen operovat z paluby U-Bootů.
Objednávka byla předána společnosti Arado, která zahájila první konstrukční práce v roce 1939 po detailním upřesnění požadavků velitelství Kriegsmarine. Začátkem roku 1940 byla podepsána smlouva na čtyři prototypy letounu Ar 231.
Prototyp Ar 231 V1 (KK+BP) provedl první let v červenci 1940 v Travemünde. Pohon zajišťoval invertní vzduchem chlazený řadový šestiválec Hirth HM 506A o výkonu 123 kW.
V listopadu 1940 byl zalétán druhý exemplář Ar 231 V2 (KK+BQ) s inovovaným výřezem   u a s pomocnými ploškami na konci vodorovného stabilizátoru.
V lednu 1941 se do zkoušek zapojil prototyp Ar 231 V3 (KK+BR) následovaný v květnu posledním kusem Ar 231 V4 (KK+BS). Za pohon V3 a V4 byl zvolen lehčí čtyřválec Hirth HM 501 A o 118 kW. 
Během testů se však ukázalo, že malý stroj má neuspokojivé letové vlastnosti. Stroj nebyl schopen startu za větru silnějšího než 37 km/h a před rozebráním musel zůstat alespoň 10 minut na hladině moře za denního světla, což nevyhovovalo velitelům U-bootů. Další vývojové práce na Ar 231 byly zamítnuty.

## Specifikace (Ar 231 V4)

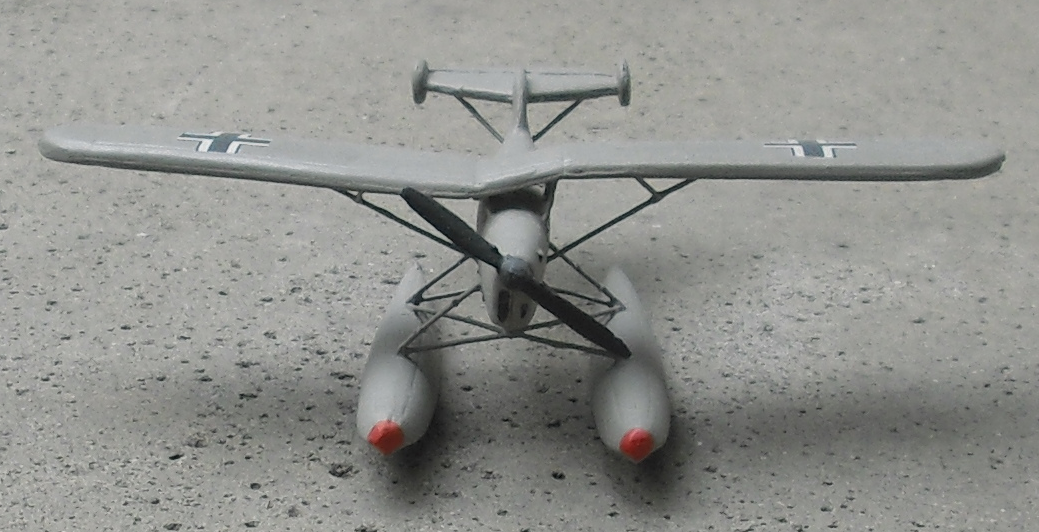
Model letounu Arado Ar 231

Údaje podle

### Technické údaje
- Osádka:
- Rozpětí: 10,18 m
- Délka: 7,83 m
- Výška: 3,83 m
- Nosná plocha: 15,20 m²
- Hmotnost prázdného letounu: 868 kg
- Celková hmotnost: 1050 kg
- Pohonná jednotka:

### Výkony
- Maximální rychlost u hladiny moře: 170 km/h
- Cestovní rychlost: 130 km/h
- Minimální rychlost: 80 km/h
- Praktický dostup: 3000 m
- Dolet: 510 km